# Vonetta Flowers
Pour les articles homonymes, voir Flowers.
Vonetta Flowers, née le 29 octobre 1973 à Birmingham en Alabama, est une sportive  américaine pratiquant le bobsleigh.
Elle est la freineuse du bob à 2 américain, piloté par Jill Bakken, qui remporte la médaille d'or aux Jeux olympiques d'hiver de 2002 à Salt Lake City.

## Palmarès

### Jeux olympiques
- Médaille d'or en bob à 2 avec Jill Bakken en 2002, aux Jeux olympiques d'hiver de 2002 à Salt Lake City (États-Unis).

### Championnats monde
- : médaillé de bronze en bob à 2 aux championnats monde de 2004.

### Coupe du monde
- 4 podiums[N 1] : 
  - en bob à 2 : 2 victoires et 2 troisièmes places.

#### Détails des victoires en Coupe du monde
| Édition   | Bob à 2      |
| 2004-2005 | Saint-Moritz |
| 2005-2006 | Lake Placid  |